# Мананков, Тихон Павлович
Тихон Павлович Мананков (1910-1945) — майор Рабоче-крестьянской Красной Армии, участник Великой Отечественной войны, Герой Советского Союза (1945).

## Биография
Тихон Мананков родился 14 октября 1910 года в селе Нижнее Ольшаное (ныне — в Должанском районе Орловской области). После окончания восьми классов школы работал на шахте в посёлке Кадиевка (ныне — город Стаханов Луганской области Украины). В 1932 году Мананков был призван на службу в Рабоче-крестьянскую Красную Армию. Окончил полковую школу и курсы усовершенствования командного состава. С 1942 года — на фронтах Великой Отечественной войны.
К январю 1945 года майор Тихон Мананков командовал 790-м артиллерийским полком 250-й стрелковой дивизии 3-й армии 3-го Белорусского фронта. Отличился во время освобождения Польши. 14 января 1945 года полк Мананкова провёл массированную артподготовку, благодаря чему дивизия успешно повела наступление с Ружанского плацдарма. За два последующих дня боёв полк уничтожил либо подавил огонь 74 пулемётов и 5 противотанковых орудий. 15 января 1945 года Мананков погиб в бою. Похоронен на месте боёв.
Указом Президиума Верховного Совета СССР от 29 июня 1945 года майор Тихон Мананков посмертно был удостоен высокого звания Героя Советского Союза. Также был награждён орденами Ленина, Александра Невского, Отечественной войны 1-й степени и Красной Звезды, медалью «За боевые заслуги».
В честь Мананкова названа улица в городе Кадиевка (Украина, Луганская область).